# Charb
Pour les articles homonymes, voir Charbonnier.
Stéphane Charbonnier, dit Charb, est un dessinateur satirique et journaliste français, né le 21 août 1967 à Conflans-Sainte-Honorine (Seine-et-Oise) et mort assassiné lors de l'attentat contre la rédaction de Charlie Hebdo le 7 janvier 2015 à Paris.
Il entre à l'hebdomadaire satirique Charlie Hebdo en 1992. Ses dessins apparaissent dans différents journaux et il publie plusieurs ouvrages. Charb devient directeur de la publication de Charlie Hebdo en 2009.

## Biographie

### Jeunesse et formation
Stéphane Charbonnier naît d'un père technicien des PTT et d'une mère secrétaire. Il est scolarisé au collège des Louvrais, à Pontoise, et publie ses premiers dessins dans le journal du collège Cause toujours. Il intègre ensuite le lycée Camille Pissarro, où il obtient un bac A2 en 1987.
Durant sa jeunesse, Charbonnier effectue un stage à La Gazette du Val-d'Oise, dessine pour la gazette du cinéma Art et Essai Utopia de Saint-Ouen-l'Aumône et travaille pour le mensuel Les Nouvelles du Val-d'Oise. Il suit des cours en BTS de publicité, qu'il abandonne afin de se consacrer au dessin,. Il dessine déjà sous le pseudonyme Charb dans les fanzines collégiens Cause toujours, Passe ton bac d'abord et Canicule, et effectue des petits boulots.

### Carrière de dessinateur

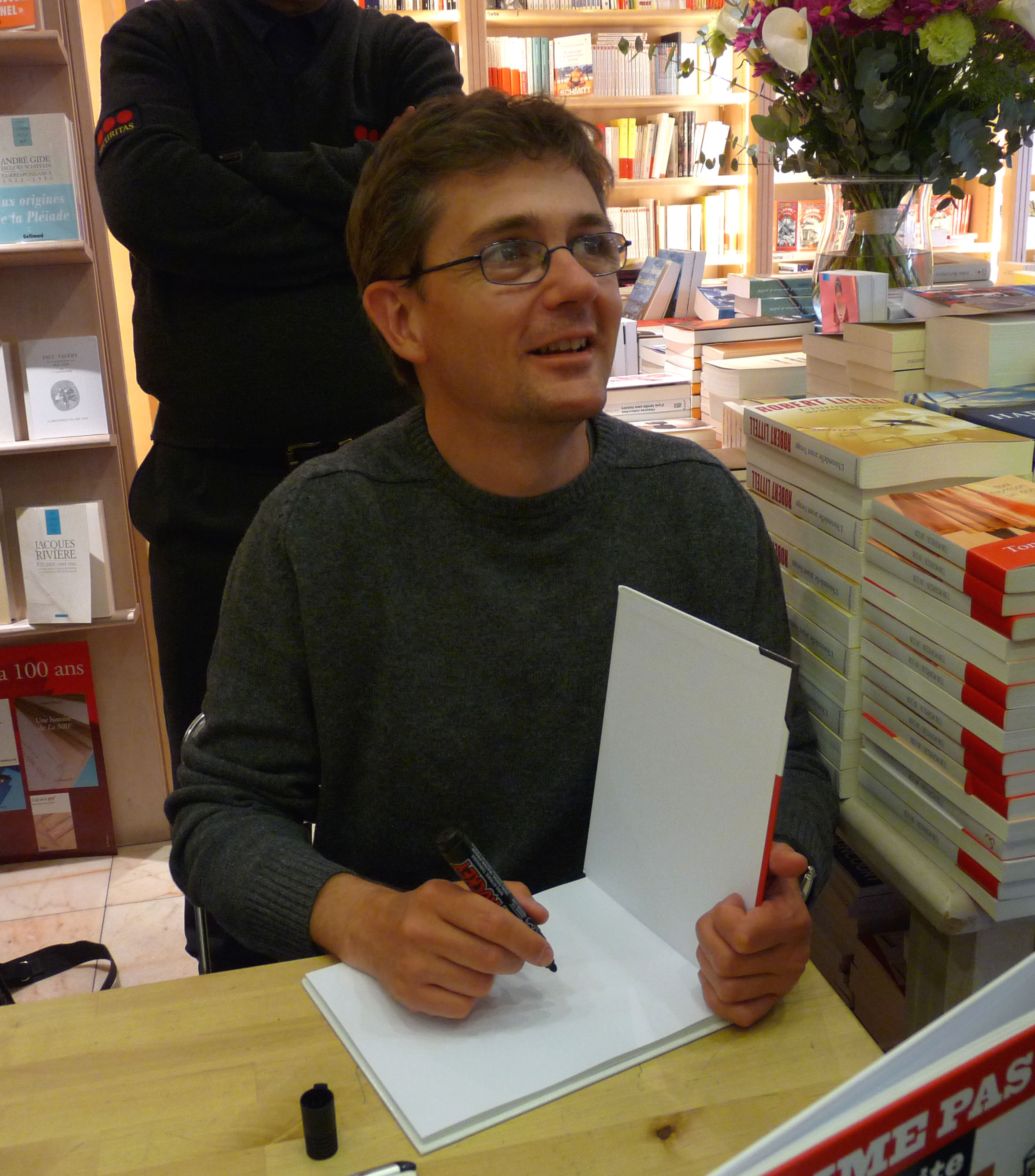
Charb dédicaçant son livre J'aime pas les fumeurs à Strasbourg en 2009.

En 1987, Jean-Pierre Boudine aperçoit à la télévision dans le public de l'émission Droit de réponse un jeune homme qui intervient en levant des cartons sur lesquels il fait des dessins. Il prend contact avec la régie, puis entre en relation avec Charb qui était alors surveillant au lycée de Pontoise. Durant plusieurs années, Charb réalisera des illustrations pour les magazines mathématiques Tangente et Quadrature,.
En 1991, il travaille pour l'hebdomadaire satirique La Grosse Bertha, fondé par Jean-Cyrille Godefroy durant la guerre du Golfe. L'année suivante, il suit Philippe Val et Cabu, qui quittent La Grosse Bertha pour relancer Charlie Hebdo. Il y tient une rubrique intitulée « Charb n'aime pas les gens ». En 1995, pour le lancement du journal Mon quotidien, Charb crée les personnages de Quotillon et Rognons, les mascottes du quotidien. Pendant 4 ans, il sera l'un des dessinateur du journal avant de passer la main à Berth. Les dessins de Charb sont publiés par de nombreux journaux et magazines, dont L'Écho des savanes, Télérama, et L'Humanité,. Il signe une rubrique mensuelle, « La fatwa de l'Ayatollah Charb », dans la gazette de Fluide glacial.
À partir de septembre 2005, il collabore avec le sociologue antilibéral Philippe Corcuff (démissionnaire de Charlie Hebdo en décembre 2004) à une chronique autour du roman noir publiée sur le site Le Zèbre et intitulée « Phil noir », puis « Phil noir et blues ». En 2007, il participe à l'émission télévisée T'empêches tout le monde de dormir de Marc-Olivier Fogiel sur M6 en tant que dessinateur de plateau jusqu'à l'arrêt de l'émission, en juin 2008. Il fait partie des caricaturistes invités à réaliser des dessins humoristiques dans l'édition 2011 du Petit Larousse illustré, parue en 2010.
Il publie plusieurs ouvrages mettant en scène ses personnages, notamment Marcel Keuf et Maurice et Patapon,.
Charb est un soutien de longue date du PCF. À l'occasion des élections européennes de 2009 et des élections régionales françaises de 2010, il apporte son soutien au Front de gauche. En novembre 2011, sur le plateau de Laurent Ruquier dans l'émission On n'est pas couché, il déclare que son candidat pour l'élection présidentielle de 2012 est Jean-Luc Mélenchon.

#### Directeur de la publication deCharlie Hebdo
Entré à la rédaction de Charlie Hebdo en 1992, Charb succède à Philippe Val comme rédacteur en chef en 2009. Il maintient la ligne éditoriale de l'hebdomadaire. En 2012, il reçoit des menaces de mort après avoir publié des caricatures du prophète Mahomet. Le dessinateur, qui vit sous protection policière, déclare : « C'est peut être un peu pompeux ce que je vais dire, mais je préfère mourir debout que vivre à genoux ». Il explique aussi : « On a eu en vingt ans quatorze procès avec l'extrême droite catholique et un seul procès avec l'islam. Quel est le problème en France, c'est l'islam ou l'extrême droite catholique ? En tout cas, l'extrême droite catholique nous a coûté plus cher que l'islam »,.
En 2012, Charb et d'autres membres de Charlie Hebdo rencontrent les Femen, avec lesquelles ils sympathisent. Charlie consacre sa une aux activistes en mars 2013, et Charb réalise une fresque dans les locaux du collectif, à Clichy. Cette fresque est, en juin 2017, menacée de destruction.
En 2013, le magazine en ligne Inspire, publié par Al-Qaïda dans la péninsule Arabique, fait figurer son nom sur une liste de personnalités recherchées pour « crimes contre l'islam ».

#### Assassinat
Le 7 janvier 2015, Charb fait partie des victimes de l'attentat terroriste islamiste perpétré contre Charlie Hebdo : en pénétrant dans la salle où se tient la conférence de rédaction, les terroristes s'assurent que Charb est bien là, en le nommant, et ils l'assassinent en premier, avant de tirer au coup par coup sur les autres personnes présentes.
Après une cérémonie d'hommage en présence de plusieurs ministres dont la garde des sceaux Christiane Taubira, la ministre de l'Éducation Najat Vallaud-Belkacem et la ministre de la Culture Fleur Pellerin ou encore Jean-Luc Mélenchon, il est inhumé au cimetière de Pontoise le 16 janvier 2015.
Charb était l'une des principales cibles de l'attentat, puisqu'il avait écrit plusieurs textes et dessiné des caricatures de personnes religieuses, comme des représentants de la religion musulmane. Ainsi, à cause de l'exposition qu'il donne à son opinion et à ses pensées radicales, son nom a été cité sur une liste présentant les cibles du groupe terroriste Al Qaïda. De plus, dans un de ses derniers dessins, on pouvait y lire : « Toujours pas d'attentat en France ». À la suite de menaces liées à ses publications, Charb était accompagné en permanence par un policier, pour le protéger.
Un amendement proposé par le groupe communiste et républicain au Sénat dit « amendement Charb » est voté dans le cadre de la proposition de loi sur la modernisation de la presse du député PS Michel Françaix qui propose aux particuliers de prendre une participation dans un journal avec une réduction d’impôt de 30%, pour des investissements jusqu’à 2 000 euros. Le taux est porté à 50% pour les entreprises de « presse solidaire », un statut créé pour les médias qui réinvestissent beaucoup et distribuent peu de dividendes. Charlie Hebdo adopte le 24 juin 2015 le statut d'entreprise solidaire de presse.

### Vie privée
Alors que Jeannette Bougrab s'est présentée comme étant sa compagne, le frère du dessinateur a « formellement » démenti un tel « engagement relationnel ». La relation a en revanche été confirmée par l'entourage amical de Charb et Jeannette Bougrab, notamment par l'animateur de radio Éric Jean-Jean sur Twitter ou Caroline Fourest en direct sur France Inter, lors de son billet en hommage à Charb. La mère de Charb était présente aux obsèques de la mère de Jeannette Bougrab, le 5 juin 2015,.
En juin 2015, le magazine Closer révèle l'existence d'une autre « véritable compagne » de Charb, Valérie M..
Charb pratiquait le tir sportif dans le stand d'une association et avait demandé pour sa protection une autorisation de port d'arme, qui lui avait été refusée.
Il reçoit, le 31 décembre 2015, les insignes de chevalier de la Légion d'honneur à titre posthume.

### Hommage
Après l'avoir fait citoyen d'honneur de la ville, Pontoise nomme une rue en sa mémoire en 2023.

## Publications

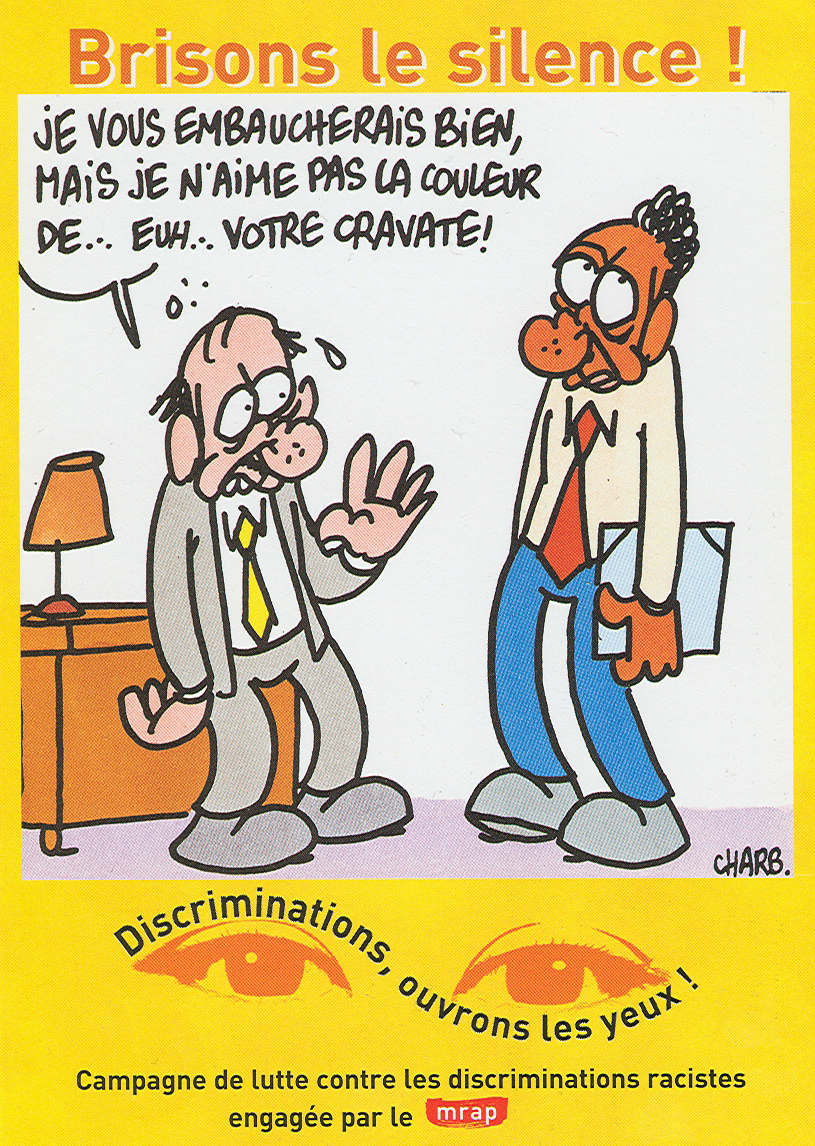
Affiche réalisée pour le MRAP en 2000.

- Je suis très tolérant, MC Productions / Charb, 1996
- Police partout, Bichro, 1998[43].
- Maurice et Patapon, tomes I (2005), II (2006), III (2007), IV (2009), V (2012), éditions Hoëbeke, VI (2013), éditions Les Échappés
- Attention ça tache, Casterman, 2004, avec une présentation de Philippe Geluck
- Charb n'aime pas les gens : chroniques politiques, 1996-2002, Agone, 2002
- Collectif, Mozart qu'on assassine, Albin Michel, 2006, avec Catherine Meurisse, Riss, Luz, Tignous et Jul
- J'aime pas les fumeurs, Hoëbeke, 2007
- J'aime pas la retraite, 2008, avec Patrick Pelloux
- C'est la Faute à la société, éditions 12 bis, 2008
- Dico Sarko, éditions 12 bis, 2008
- Le Petit Livre rouge de Sarko, éditions 12 bis, 2009
- Éternuer dans le chou-fleur et autres métaphores sexuelles à travers le monde, textes d'Antonio Fischetti, éditions Les Échappés, 2009
- Marx, mode d'emploi, éditions La Découverte, 2009, avec Daniel Bensaïd
- Le Cahier de vacances de Charlie Hebdo, éditions Les Échappés, 2009, avec Catherine Meurisse, Riss et Luz
- Les Fatwas de Charb, éditions Les Échappés, 2009
- C'est pas là qu'on fait caca ! Maurice et Patapon pour enfants, éditions Les Échappés, 2010
- Les dictons du jour, agenda 2011, éditions Les Échappés, 2010
- Sarko, le kit de survie, éditions 12 bis, 2010
- Marcel Keuf, le flic, éditions Les Échappés, 2011
- La salle des profs, éditions 12 bis, 2012
- La Vie de Mahomet, éditions Les Échappés, 2013, avec Zineb El Rhazoui
- Numa Sadoul, Dessinateurs de presse : entretiens avec Cabu, Charb, Kroll, Luz, Pétillon, Siné, Willem et Wolinski, Glénat, Grenoble, 2014, 215 p.  (ISBN 978-2-344-00016-8)
- Lettre aux escrocs de l'islamophobie qui font le jeu des racistes, éditions Les Échappés, 96 p., 2015
- Charb - Charlie Hebdo 1992-2015, éditions Les Échappés, 336 p., 2016,  (ISBN 978-2-35766-128-8)

Il a également illustré le Petit cours d'autodéfense intellectuelle de Normand Baillargeon (2005) et le Petit cours d'autodéfense en économie de Jim Stanford (en) (2011), tous les deux publiés aux éditions Lux, ainsi que deux livres de Philippe Corcuff aux éditions Textuel : Prises de tête pour un autre monde. Chroniques (2004) et Polars, philosophie et critique sociale (2013). Un livre-hommage de Philippe Corcuff après le 7 janvier 2015 est aussi accompagné de dessins de Charb : Mes années Charlie et après? (Textuel, février 2015). Philippe Corcuff a aussi écrit sur son blog de Mediapart le 8 janvier 2015 un texte intitulé « Mon ami Charb : les salauds, les cons, l'émotion ordinaire et la tendresse ».